# Supercam
Supercam — ряд російських БПЛА призначений для аерофотознімання місцевості (з метою створення високодетальних цифрових карт, картографія), спостереження, пошук у рятувальних операціях, у військовій сфері ведення розвідки спостереження та скидання засобів ураження. БПЛА Supercam можуть бути оснащені каналами передачі даних із шифруванням та підвищеною завадостійкістю.

## Опис
Розробником та виробником безпілотних авіаційних комплексів є «Беспилотные Системы». БПЛА виготовляють літакового та коптерного типу.
На вивчених зразках було виявлено (станом на 13 листопада 2023 року) що на Supercam S350 було встановлено 4 батареї 5S1 ємністю по 22 Аг кожна.
Супутникова навігація модулем NEO-M9N-00B-00 на 50 каналів. Жодного захисту типу CRPA антен і дорогих багатоканальних модулів не було.
Діапазон роботи радіомодуля управління Суперкаму 865-1020 МГц. Відео канал від нього також легко визначається в діапазоні близько 1.1 ГГц. Ширина відео каналу традиційних 6-10 МГц.
Виробник заявляє тривалість польоту 4.5 години (240 кілометрів) і дальність роботи управління та передачу відео на 50-100 км. Можу підтвердити, що при рівному рельєфі та висоті польоту кілометр дальність 50-80 км точно можлива. Я стійко приймав і відео та сигнали керування на 50 кілометрів.

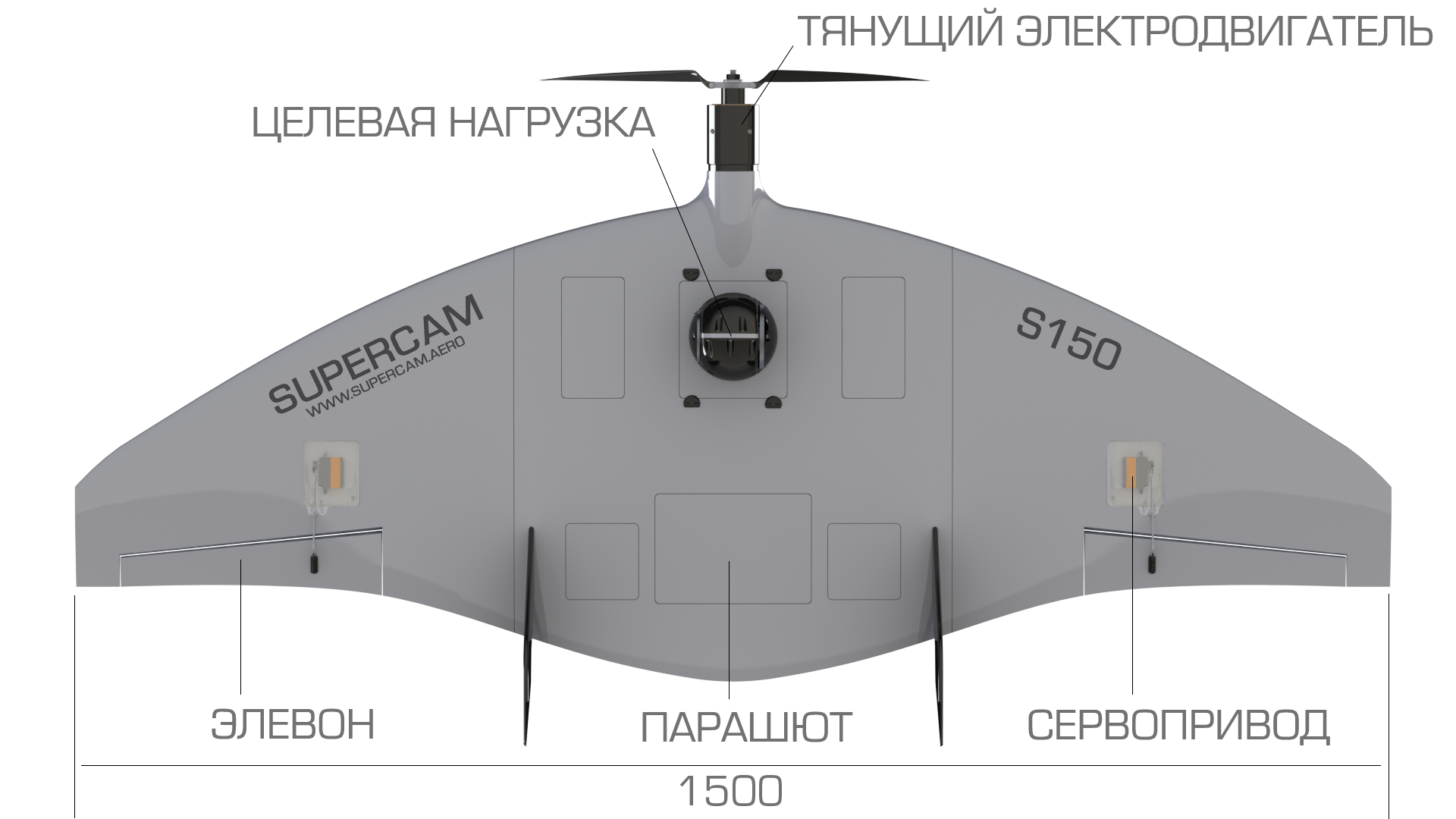
Загальний опис SuperCam S150»

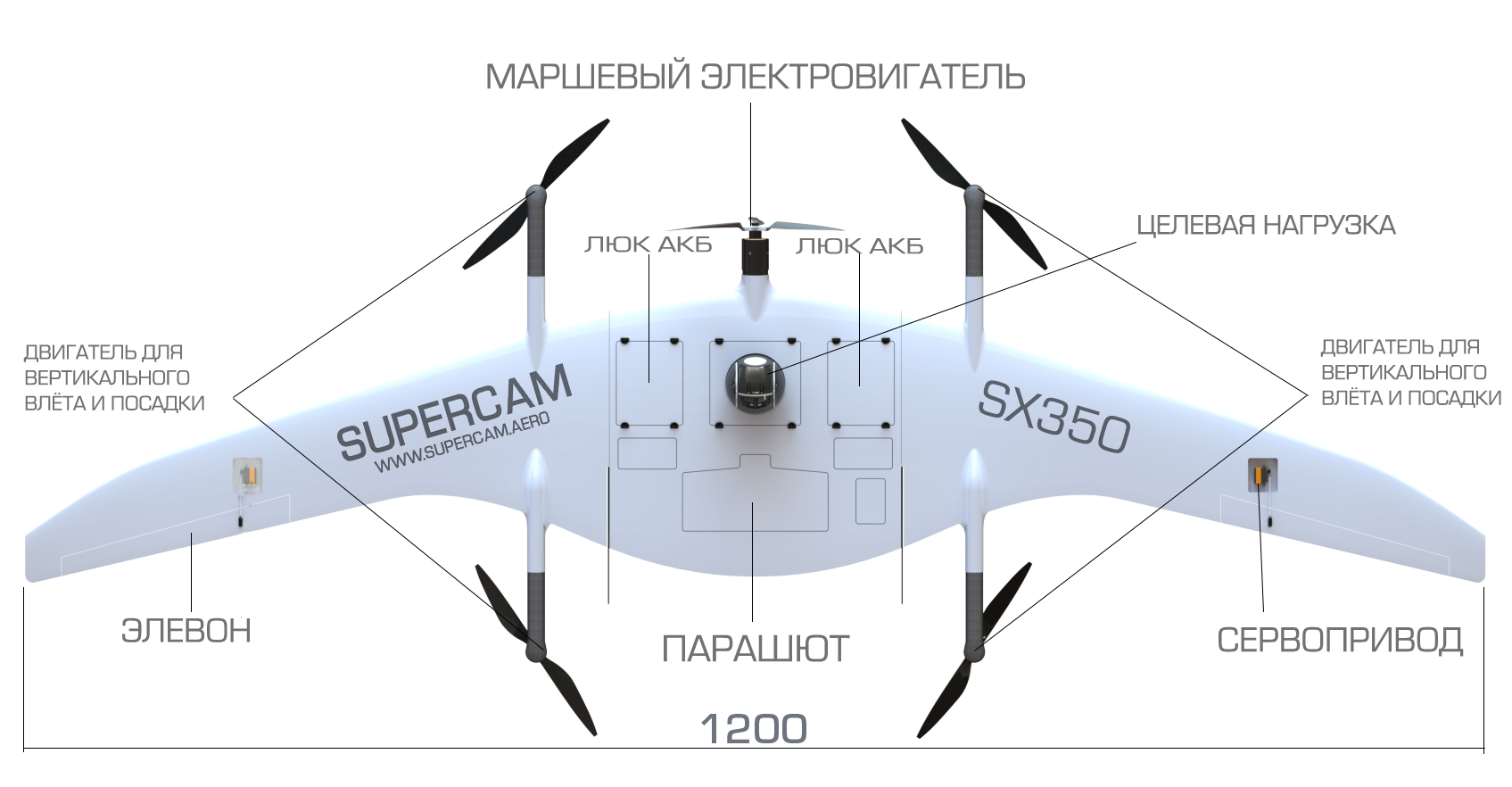
Загальний опис SuperCam SX350»

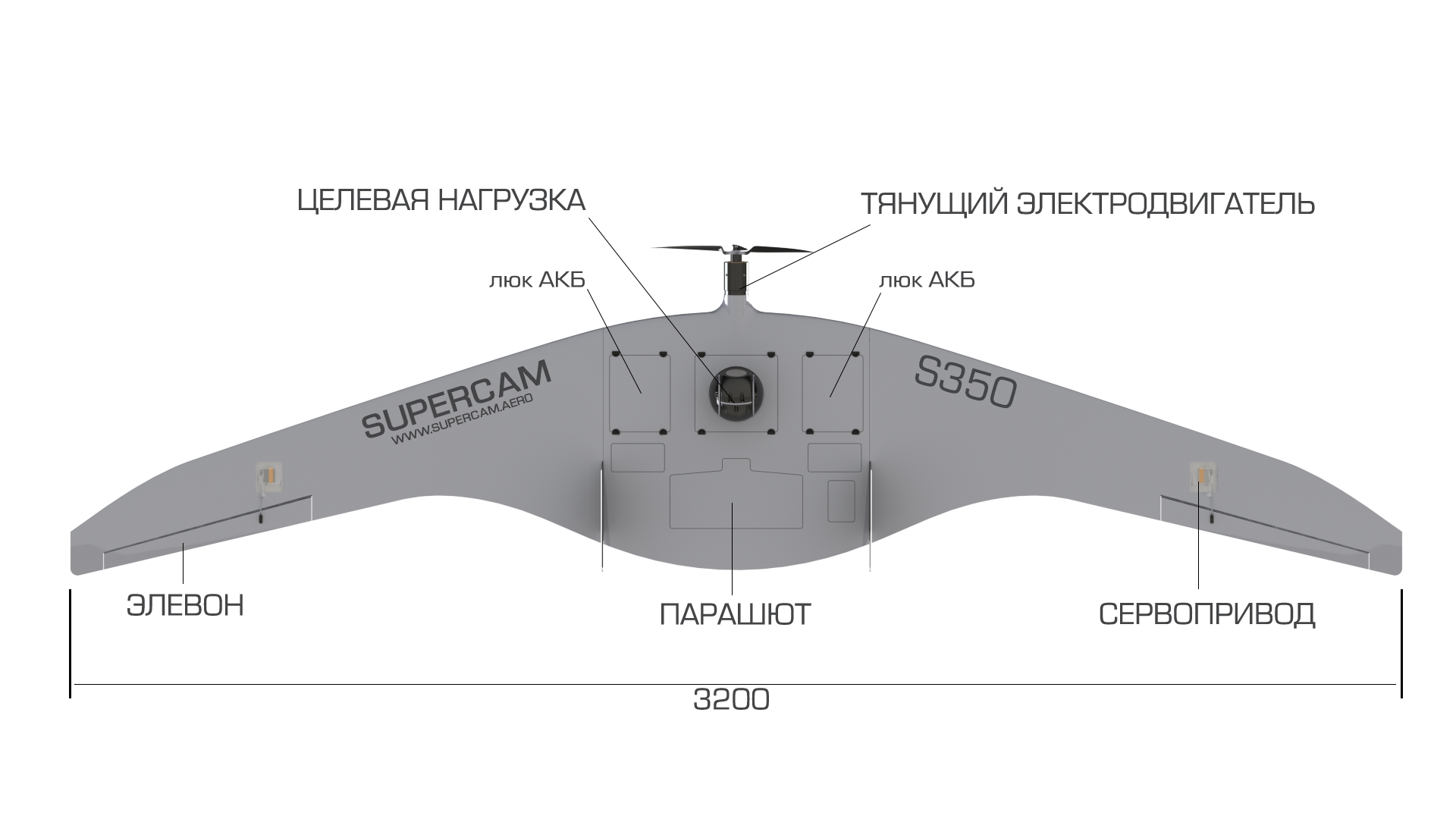
Загальний опис SuperCam S350»

## Модифікації[1]
- SuperCam S100 / S100F
- SuperCam S150 / S150F
- SuperCam S250 / S250F
- SuperCam S350[5] / S350F
- SuperCam S450
- SuperCam SX350
- SuperCam SX350Lidar
- SuperCam SX300H
- SuperCam X6M2
- SuperCam X6M2Lidar
- SuperCam X4

## Характеристики
В таблиці наведено характеристики деяких моделей 
|                                              | S150 | S350 |
| -------------------------------------------- | --- | --- |
| Розмах крил, м                               | 1,5 | 3,2 |
| Час польоту                                  | до 2 год | до 4,5 год |
| Радіус дії радіолінії, км                    | до 30 | 70 — 100 |
| Радіус дії відеоканалу, км                   | до 25 | 50 — 100 |
| Дальність польоту, км                        | не менше 110 | не менше 240 |
| Висота польоту, м                            | — | 150 — 5000 |
| Швидкість, км/год                            | 65 — 120 | 65 — 120 |
| Максимальна злітна маса, кг                  | 5,5 | 11,5 |
| Час розгортання комплексу                    | 15 хв. | 15 хв. |
| Види корисних навантажень, що застосовуються | - фотокамера, - гіростабілізований тепловізор, - мультиспектральна камера | - фотокамера (20/24/42/60 Мпікс), - гіростабілізований тепловізор, - мультиспектральна камера, - датчик змін радіаційного фону, - лазерний газоаналізатор, - лазерний сканер - встановлення двох фотокамер одночасно - до трьох варіантів корисного навантаження одночасно |
| Додаткове обладнання                         | - Модуль автоматичного супроводу та утримання цілі - Двох (трьох) системний, двочастотний приймач геодезичного класу - Широкосмуговий захищений відеоканал до дальності передачі даних 25 км. - Командно-телеметрична радіолінія | - Модуль автоматичного супроводу та утримання цілі - Двох (трьох) системний, двочастотний приймач геодезичного класу - Широкосмуговий захищений відеоканал до дальності передачі даних 50-100 км. - Командно-телеметрична радіолінія                                       |

## Застосування

#### Російське вторгнення в Україну (2022)
Докладніше: Російське вторгнення в Україну (2022)
Суперками складають приблизно 15% від усіх БПЛА РФ у лінійці розвідувальних БПЛА РФ.
9 листопада 2022 року стало відомо, що в Сумській області збили російський розвідувальний безпілотник «Supercam S350».
У ніч на 16 травня 2023 року був збитий «Supercam S350».
26 грудня 2023 стало відомо що українські зенітники збили російський Supercam.
За лютий 2024 року українська ППО збила 3 одиниці російських БПЛА Supercam.

## Оператори
- Росія
- Білорусь. Червень 2023 р. 2 - SuperCam S150; 9 - SuperCam S350.[6]

## Див.також
- Ланцет